# Macchi M.24
Macchi M.24 là một loại tàu bay chế tạo ở Ý trong thập niên 1920. Nó được dùng làm máy bay ném bom và dân dụng.

## Biến thể
- M.24
- M.24bis
- M.24ter

## Tính năng kỹ chiến thuật (M.24ter)
Dữ liệu lấy từ World Aircraft Information Files File 901 Sheet 02
Đặc điểm tổng quát
- Kíp lái: 3
- Chiều dài: 14.63 m (48 ft 0 in)
- Sải cánh: 22.00 m (72 ft 2 in)
- Chiều cao: 4.65 m (15 ft 3 in)
- Trọng lượng rỗng: 3.730 kg (8.223 lb)
- Trọng lượng có tải: 5.500 kg (12.125 lb)
- Powerplant: 2 × Isotta-Fraschini Asso, 380 kW (510 hp) mỗi chiêc

Hiệu suất bay
- Vận tốc cực đại: 185 km/h (115 mph)
- Tầm bay: 700 km (435 dặm)
- Trần bay: 4.000 m (13.000 ft)

Vũ khí trang bị
- 2 × Súng máy Vickers 7,7 mm (.303 in)
- 800 kg (1.874 lb) bom